# Gladiolus illyricus
Gladiolus illyricus é uma espécie de planta com flor pertencente à família Iridaceae. 
A autoridade científica da espécie é Koch.

## Portugal
Trata-se de uma espécie presente no território português, nomeadamente os seguintes táxones infraespecíficos:
- Gladiolus illyricus subsp. illyricus - presente em Portugal Continental. Em termos de naturalidade é nativa da região atrás referida. Não se encontra protegida por legislação portuguesa ou da Comunidade Europeia.
- Gladiolus illyricus subsp. reuteri - presente em Portugal Continental. Em termos de naturalidade é endémica da Península Ibérica. Não se encontra protegida por legislação portuguesa ou da Comunidade Europeia.